# Conto do Príncipe Condenado
O Conto do Príncipe Condenado, também referido como a História do Príncipe Predestinado, é uma história egípcia antiga datada da XVIII dinastia. Escrito em texto hierático, a narrativa sobrevive parcialmente no verso do Papiro Harris 500 e atualmente encontra-se no Museu Britânico. O papiro foi queimado em uma explosão; por causa deste dano a conclusão da história está faltando. Alguns estudiosos especulam que o final desaparecido era provavelmente feliz e que o conto poderia ser mais apropriadamente chamado "O Príncipe que foi ameaçado por três destinos" ou similar.
Há dezenas de traduções desta história de uma grande variedade de estudiosos. As interpretações de Miriam Lichtheim e William Kelly Simpson da década de 1970 são ambas versões amplamente aceitas.

## Sinopse
A história é a seguinte:
O rei do Egito estava muito triste por ainda não ter um filho. Ele ora aos deuses, e naquela noite sua esposa concebe uma criança. Quando seu filho nasce, as sete Hator (deusas, que pronunciam o destino de cada criança ao nascer) predizem que ele morrerá por um crocodilo, cobra ou cão. Seu pai, receoso com a segurança de seu filho, constrói um palácio isolado para o menino nas montanhas, a fim de mantê-lo afastado do perigo. O príncipe vê de seu palácio um homem com um cão. Ele pede um cachorro a seu pai. O rei cautelosamente dá ao príncipe um cão, não desejando que seu filho seja infeliz. Quando o príncipe cresce, ele decide enfrentar sua desgraça, viajando para o exterior a Nahrin. Lá ele encontra um grupo de jovens que competem pelo coração da princesa. O príncipe consegue ganhar o coração da princesa saltando (possivelmente voando) para a janela da sala onde ela está trancada. Ele não diz ao rei a verdade sobre si mesmo, mas diz que era filho de um cocheiro, e explicou que teve que sair de casa por causa de sua nova madrasta. Eventualmente, o rei concorda em deixar o príncipe disfarçado casar com sua filha, depois de ver os méritos do jovem. Depois de se casar com a princesa, ele conta a ela sobre suas três condenações. Ela insiste que ele mate o cão, mas o príncipe não pode suportar matar o animal que ele criou desde que era um filhote. Sua esposa cuida dele obedientemente, e impede uma cobra de morder o príncipe em seu sono. Assim, um de seus destinos é derrotado. Algum tempo depois, ele vai passear com seu cachorro. O cão começou a falar (possivelmente ele morde o príncipe), e disse que ele estava destinado a ser morto pelo cão. Fugindo do animal, ele corre para um lago onde é agarrado por um crocodilo que, em vez de matá-lo, pede ajuda em sua luta contra um demônio (ou um espírito de água)

É aqui que o conto é interrompido.

## Significado
Esta história é um exemplo de um conto popular egípcio. Mostra a existência de tradições escritas e orais na cultura egípcia antiga. A história também enfatiza a importância do conceito de destino à sociedade egípcia. A ideia de sorte, destino ou condenação
certamente desempenhou um papel integral na vida das pessoas. O conto também destaca a percepção de coragem e heroísmo. O príncipe realiza um feito de heroísmo ousado para resgatar e conquistar a princesa. Além disso, nesta história algo pode ser visto na relação entre marido e mulher. O marido é honesto com sua esposa, e ela o protege. Outro ponto importante é o fato de que o príncipe deixa o Egito e vai para o exterior buscar sua sorte. Detalha aspectos da vida do príncipe, uma vez que ele deixa sua terra natal.

## Tema
Alguns de seus temas reaparecem em contos de fadas europeus posteriores.
- O nascimento de uma criança está muito atrasado.(cf. A Bela Adormecida)
- A morte é predita no nascimento (cf. A Bela Adormecida, O Jovem que foi Condenado a Ser Enforcado [2])
- A tentativa de evitar a condenação por medidas de isolamento do ambiente natural (cf. A Bela Adormecida)
- Três é o número dos perigos/tarefas que aguardam o protagonista
- Morte da mãe, substituída por uma madrasta que odeia o(s) protagonista(s) (cf. Branca de Neve, João e Maria, Cinderela)
- Deixando o lar para encontrar o destino/sorte
- Escondendo a verdadeira identidade (cf. Branca de Neve, Chapeuzinho Vermelho[2])
- Libertando uma princesa trancada em uma torre alta (cf. Rapunzel)[3]
- Animais falantes (cf. A Princesa e o Sapo)
- Uma pessoa/animal (muitas vezes desagradável) que estabelece condições para ajudar o protagonista (cf. A Princesa e o Sapo, O Anão Saltador)
- Enganando a morte, a capacidade de superar a desgraça.